# Petar Nenadić
Petar Nenadić (cirill betűkkel: Петар Ненадић, Belgrád, 1986. június 28. –) Európa-bajnoki ezüstérmes szerb válogatott kézilabdázó.
Sportcsaládból származik, édesapja több mint negyvenszer szerepelt a jugoszláv kézilabda-válogatottban, és testvére is válogatott játékos, felesége pedig a szerb röplabda-válogatott játékosa.
Pályafutását szülővárosának csapatában, a Crvena Zvezdában kezdte, ahol már tizenhét évesen bemutatkozhatott a felnőttek között. 2007-ben szerződött külföldre, és a spanyol élvonalban szereplő Algeciras, majd a sportág egyik meghatározó csapatának, a Barcelonának lett a játékosa. Ezt követően Magyarországon, a Pick Szegedben kézilabdázott, bár teljesítménye mellett a személye körüli konfliktusokkal is felhívta magára a figyelmet. 
Két szegedi év után megfordult Dániában és Lengyelországban is, a Holstebro, illetve a Wisła Płock csapatában. Legnagyobb klubsikereit a német Füchse Berlinnel érte el, ahol a német Bundesliga gólkirálya lett, valamint EHF-kupát nyert. 2018 januárjában visszatért Magyarországra, miután a Telekom Veszprém szerződtette a távozó Aron Pálmarsson pótlására. A bakonyi klubbal bajnokságot és kupát nyert. 2020 januárjában az Európai Kézilabda-szövetség szavazásán a 2019-es év legjobb férfi játékosának választották.

## Pályafutása

### Klubcsapatban

#### Crvena Zvezda
A szerbiai Belgrád városában született Nenadić a helyi Crvena Zvezda ifjúsági csapatában kezdte pályafutását. 2003-ban, mindössze tizenhét évesen került fel a felnőtt csapat keretéhez.
Több, akkor már a szerb válogatottban meghatározó játékos mellett szerepelhetett, csapattársa volt többek közt Darko Stanić, Ivan Nikčević, Rastko Stojković és Nikola Manojlović is. Első idényében főleg kiegészítő játékosként számítottak rá, azonban így is tagja volt a szerb bajnokságot és kupát nyerő csapatnak. A következő, 2004–2005-ös szezonban jött el az áttörés ideje a számára, 116 gólt lőtt az idény során, ezzel csapata egyik legeredményesebb játékosa volt, igaz a Crvena csupán a hatodik helyen végzett a bajnokságban.
A 2005–06-os szezon öt egymást követő vereséggel indult a csapat számára, azonban a rivális Partizan ellen elért 27–27-es döntetlen fordulópontot jelentett a bajnokság során. Nenadić kilenc gólt lőtt a találkozón, az egész szezon során pedig 272 góllal segítette újból bajnoki címhez együttesét.
A 2006–07-es szezon előtt súlyos térdsérülést szenvedett, ezért az idény nagy részét kihagyta. Csapata megvédte bajnoki címét az immár szerb-montenegrói ligában, Nenadić pedig az utolsó öt fordulóban pályára lépve 39 góllal vette ki a részét a sikerből.

#### Spanyolország
2007. július 6-án hároméves szerződést írt alá a Liga ASOBAL-ban, azaz a spanyol élvonalban szereplő Algecirasszal. Hatvanöt gólt szerzett az idény első felében, majd a klub nehéz anyagi helyzete miatt végleges vásárlási opcióval  kölcsönadta őt a Barcelonának. A katalán együttessel nem sikerült bajnoki címet nyernie, és bár Nenadić a Bajnokok Ligájában is szerzett 31 gólt, az elődöntőben a német THW Kiel jobbnak bizonyult Manolo Cadenas csapatánál.

#### Pick Szeged
Noha spanyol és német csapatoktól is kapott ajánlatot, és a Barcelona nem aktiválta a vásárlási opciót, Nenadić úgy döntött, hogy csatlakozik a magyar kupagyőztes Pick Szegedhez. 2008. május 6-án aláírta hároméves szerződését a klubbal, ahol több honfitársa, így Milorad Krivokapic, Nenad Puljezević, Dragan Marjanac és Daniel Anđelković is játszott abban az időben.
2008–2009-es első szezonjában nem nyert egy trófeát sem a csapattal, a bajnokságban második helyen zártak, a bajnokok Ligájából pedig korán kiesve a Kupagyőztesek Európa-kupája negyeddöntőjében estek ki a német Nordhorn ellenében. A Magyar Kupa döntőjében az MVM Veszprém ellen veszített a Tisza-parti csapat, Nenadić pedig közvetlenül a mérkőzés után, hivatkozva a klub vezetőjével való személyes konfliktusára, kérte szerződése felbontását.
A 2009–10-es szezon előtti nyár folyamán szabadon igazolható játékosként sem tudott új klubot találni magának, és mivel időközben Anđelković sérülése miatt a Szegednek irányítóra volt szüksége, az idény hátralevő részére újra szerződtették a szerbet. Nenadić 37 gólt szerzett a Bajnokok Ligájában, de a Szeged nem jutott tovább csoportjából, míg a hazai sorozatokban egyaránt második helyen zárt a csapat.

#### Team Tvis Holstebro
2010 nyarán a Szeged részben pénzügyi  nehézségei miatt felbontotta a szerződését, Nenadić pedig egy évre aláírt a dán TTH Holstebro csapatához. Tizennyolc bajnokin szerzett 118 góljával csapata legeredményesebb játékosa volt a 2010–2011-es szezonban, szerződését pedig az idény végén további két évre meghosszabbították. Második dániai idénye során csapatával bajnoki ezüstérmet nyert, Nenadić pedig 32 találkozón szerzett 170 góljával a góllövőlista harmadik helyén végzett. A szezon végén a TTH Holstebro, noha egy évig még élt volna a kontraktusa, felbontotta a szerződését.

#### Wisła Płock
2012. május 12-én egy évre szóló szerződést írt alá a lengyel Wisła Płockhoz. Több apró sérülés miatt a szezon jelentős részét ki kellett hagynia, csapata pedig alulmaradt a bajnokságért vívott harcban a Vive Targi Kielcével szemben. A következő idényben már meghatározó szereplője volt a csapatnak, 67 gólt szerzett a Bajnokok Ligájában, ahol a legjobb tizenhat között a Veszprém ejtette ki a Plockot. Lengyelországban újra a Kielce lett a bajnok, a gólkirályi címet azonban Nenadić szerezte meg.

#### Füchse Berlin

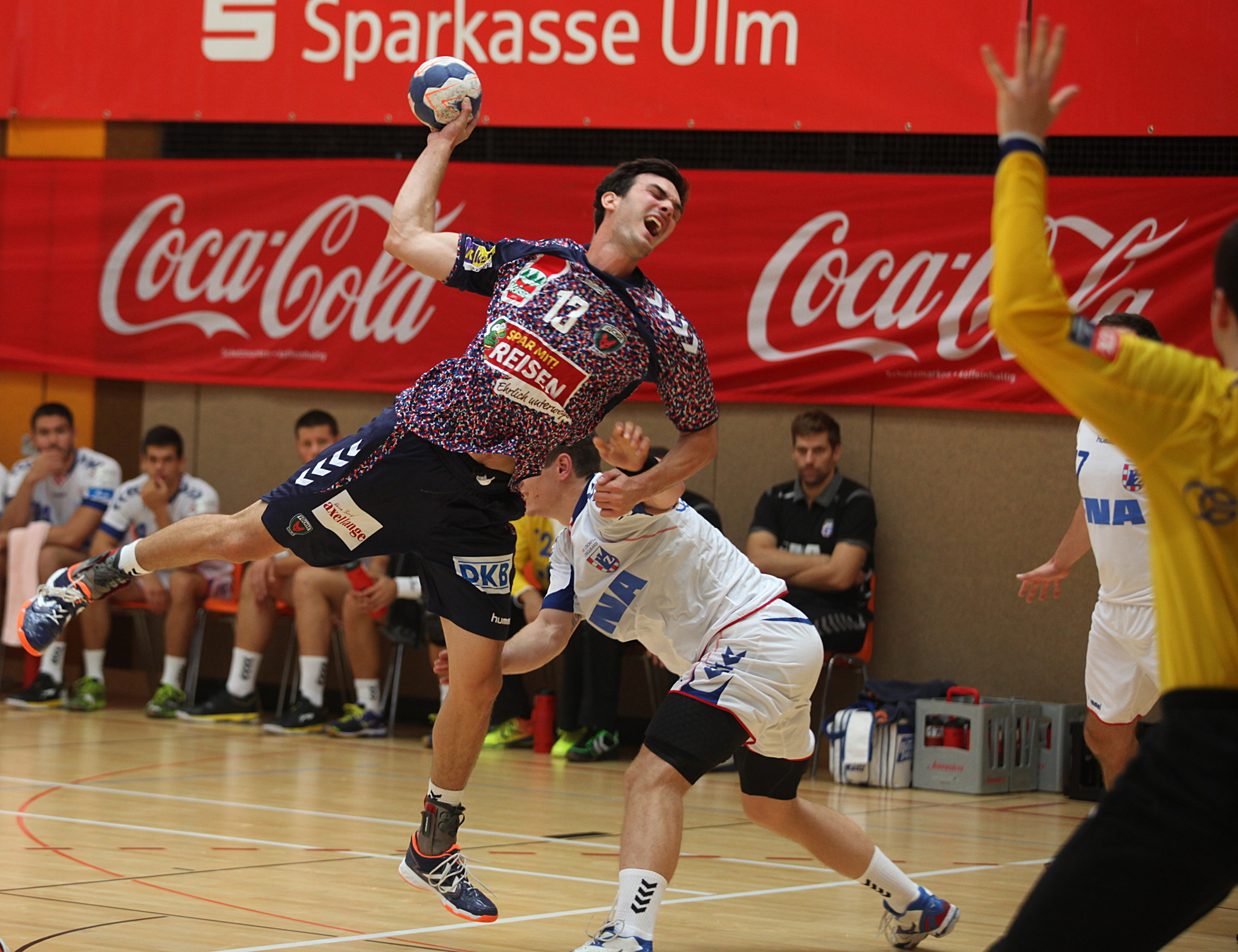
A Füchse Berlinben

2014. július 17-én egyéves szerződést írt alá a német Füchse Berlinhez. A fővárosiak a visszavonuló Bartłomiej Jaszka pótlására szerződtették, Nenadić pedig 169 góllal a csapat legeredményesebb játékosaként fejezete be a szezont, igaz a Füchse csak a hetedik helyen végzett a Bundesligában. A Német Kupa elődöntőjében kilenc gólt lőtt a Magdeburgnak, de csapata így is kikapott egy góllal, 27–26-ra. Az EHF-kupa döntőjében azonban első nemzetközi sikerét érte el csapata és ő is, a HSV Hamburg ellen 30–27-re megnyert találkozón hatszor volt eredményes. A szezon végén kétéves szerződéshosszabbítást írt alá a Füchse Berlinnel.
A következő idényben is csapata egyik vezéregyénisége volt, azonban a klub újból elmaradva a várakozásoktól, csak az ötödik helyen zárta a Bundesliga 2015–2016-os szezonját. Nenadić 229 góllal fejezte be a szezont, ezzel ő lett a bajnokság gólkirálya, mérkőzésenként 7,2-es gólátlagot ért el. A bajnokság vége előtt újabb kétéves szerződéshosszabbítást írt alá a berliniekkel.

#### Telekom Veszprém
2017 végén a bakonyi együttes keretében Aron Pálmarsson váratlan szezon eleji távozása miatt csak egyetlen irányító játékos maradt, így pótlására több játékost, köztük a Füsche szerb játékmesterét is kiszemelték. Végül december 4-én jelentették be hivatalosan, hogy Nenadićot félmillió euróért kivásárolták élő szerződéséből, így 2018 januárjától a szerb irányító a veszprémiek játékosa lett. A szezon végén Magyar kupa győzelmet ünnepelhetett csapatával. A klub szurkolói szavazásán őt választották az idény legjobb játékosának, így ő vehette át a Pérez Carlos-díjat. A 2018-as 2019-es idényben bajnoki címet nyert a klubbal, és bár bejutott csapatával a Bajnokok Ligája döntőjébe, ott alulmaradtak az északmacedón Vardar Szkopjéval szemben. 2020 januárjában az Európai Kézilabda-szövetség internetes szavazásán a 2019-es év legjobb játékosának választották. 2020 áprilisában úgy nyilatkozott, hogy a Veszprémből szeretne visszavonulni, majd visszatérne nevelőklubjához, a Crvena Zvezdához. 2023 februárjában a klub fegyelmi eljárást folytatott Nenadić-csal szemben, végül felbontották a szerződését. Egy héten belül bejelentették, hogy a szezon hátralévő részében a francia Paris Saint-Germain Handball csapatában szerepel.

#### Al-Khaleej
A következő szezonra Szaúd-Arábiába igazolt, a bajnok Al-Khaleej csapatával kötött kétéves szerződést. Fizetése sajtóhírek szerint évi 600.000 euró, ami a sportágban kiemelkedőnek számít.

### A válogatottban
A 2012-es, hazai rendezésű Európa-bajnokságon ezüstérmet szerző válogatott alapembere volt. Részt vett a 2010-es és a 2014-es kontinenstornán is, csakúgy, mint a 2016-os és a 2018-as Európa-bajnokságon. 2018-ban lemondta a szereplést a nemzeti csapatban, a válogatott körül uralkodó rendezetlen viszonyok és rossz légkör miatt.

## Családja
Nős, felesége a röplabdázó Jelena Nikolić. Testvére, Draško Nenadić szintén kézilabdázó. Édesapja, Velibor Nenadić negyvennégyszeres jugoszláv válogatott volt, szerepelt az 1980-as olimpián, és kézilabdázott Németországban, valamint Franciaországban is.

## Sikerei, díjai
Crvena Zvezda
- Szerb bajnok: 2006, 2007

Füchse Berlin
- EHF-kupa-győztes: 2015
- IHF-Szuper Globe (Klubvilágbajnokság)-győztes: 2015, 2016
- A Bundesliga gólkirálya: 2016

Veszprém
- Magyar bajnok: 2019
- Magyar Kupa-győztes: 2018
- Bajnokok Ligája-döntős: 2019
- Az Európai Kézilabda-szövetség internetes szavazásán az év játékosa: 2019

## Fordítás
- Ez a szócikk részben vagy egészben  a   Petar Nenadić című angol Wikipédia-szócikk ezen változatának fordításán alapul.  Az eredeti cikk szerkesztőit annak laptörténete sorolja fel. Ez a jelzés csupán a megfogalmazás eredetét és a szerzői jogokat jelzi, nem szolgál a cikkben szereplő információk forrásmegjelöléseként.